# 점프 페스타
점프 페스타(Jump Festa, 일본어: ジャンプフェスタ)는 일본 도쿄에서 열리는 연례 일본 만화 및 일본의 애니메이션 팬 컨벤션이다. 다양한 점프(Jump) 선집을 발행하는 슈에이샤가 주최하며 점프 페스타는 주간 소년 점프, 점프스퀘어, V 점프, 사이쿄 점프 및 소년 점프+와 같은 소년 만화 잡지에 특히 중점을 두고 있다. 1999년부터 시작된 박람회는 12월 이틀간 개최되며 매년 10만 명 이상이 참석한다. 이 이벤트에서는 새로운 만화, 애니메이션, 영화, 게임 및 상품이 소개된다. 인기 있는 현재 및 이전 점프 시리즈의 만화가들이 자주 참석하며, 그들 중 다수는 질문에 답변하는 패널을 갖추고 있다. 축제의 마스코트 이름은 Kaizo-kun(KAIZOKUん)이며 토리야마 아키라가 디자인했다.
이벤트의 초점은 슈에이샤의 점프 속성에 맞춰져 있지만 반다이 남코 엔터테인먼트, 캡콤 및 스퀘어 에닉스와 같은 게임 디자이너가 이벤트에 참석하여 새로운 게임과 데뷔 예고편, 게임 플레이 장면 및 게임 데모를 발표했다.